# أيام حياتنا
أيام حياتنا (بالإنجليزية: Days of our lives) هو مسلسل اوبرا سوب أمريكي يبث تقريبًا كل يوم من أيام الأسبوع منذ 8 نوفمبر 1965  على شبكة ان بي سي في الولايات المتحدة، ومنذ ذلك الحين متزامن لكثير من البلدان في جميع أنحاء العالم. كما أنه يبث على شبكة اس أو ايه بي طوال ليالي الاسبوع في الحادية عشر مساء. تم إنشاء المسلسل من قبل فريق الزوجين تيد كورداي وبيتي كورداي مع إيرنا فيليبس في عام 1964، ، وكثير من القصص الأولى كتبت بواسطة ويليام بيل.
أيام هو المسلسل الوحيد المتبقي على شبكة ان بى سى في جدول النهار، والبرنامج الوحيد النهاري بخلاف عرض اليوم واليوم الباكر ، جميعهم إنتاجات ان بي سي نيوز.
مع إلغاء جايدنج لايت التي بثت الحلقة الأخيرة من الموعد المقرر علي شبكة سي بي اس في 18 سبتمبر، 2009، أيام حياتنا أصبحت ثالث أطول مسلسل في الولايات المتحدة، بعد المستشفى العام، والتي عرضت لأول مرة في 1 أبريل 1963 تليها كما ينقلب العالم، والتي عرضت لأول مرة في يوم 2 أبريل، 1956.

## وصلات خارجية
- Official website
- Days of our Lives  on هيئة الإذاعة الوطنية
- Days of our Lives on SOAPnet
- أيام حياتنا على موقع IMDb (الإنجليزية)
- أيام حياتنا على موقع الموسوعة البريطانية (الإنجليزية)
- أيام حياتنا على موقع كينوبويسك (الروسية)
- أيام حياتنا على موقع ألو سيني (الفرنسية)
- أيام حياتنا على موقع قاعدة بيانات الفيلم (الإنجليزية)
- Days of our Lives - SoapCentral.com